# Малый Удрай (приток Выдеги)
Малый Удрай (устар. Удрайка) — река в России, протекает в Новосокольническом районе Псковской области. Длина реки составляет 18 км. Уклон реки — 2,3 м/км.
Система водного объекта: Выдега → Большой Удрай → Насва → Ловать → Волхов → Нева → Балтийское море.

## Гидрография
Река вытекает из озера Удрай. Затем, река течёт до города Новосокольники в западном направлении. Через город и дальше до устья река течёт на север. Устье реки находится в 2,5 км к северу от города Новосокольники в 0,7 км по правому берегу реки Выдега.
Высота истока — 152,7 м над уровнем моря. Высота устья — 110,6 м над уровнем моря.

## Населённые пункты
Река протекает через деревни Олохово и Захарино Первомайской волости. Затем, течёт через город Новосокольники — центр Новосокольнического района.

## Данные водного реестра
По данным государственного водного реестра России относится к Балтийскому бассейновому округу, водохозяйственный участок реки — Ловать и Пола, речной подбассейн реки — Волхов. Относится к речному бассейну реки Нева (включая бассейны рек Онежского и Ладожского озера).
Код объекта в государственном водном реестре — 01040200312102000022912.